# 天主教羅貝宗座監牧區
天主教羅貝宗座監牧區（拉丁語：Praefectura Apostolica Robensis）是埃塞俄比亞一個羅馬天主教宗座監牧區，直屬教廷。成立於2012年2月11日。
監牧區範圍包括埃塞俄比亞東南部，教座位於羅貝。2012年有教友2,000人、四個堂區、五名司鐸。現任宗座監牧為安杰洛·安托里尼。